# Clara Arnheim
Pour les articles homonymes, voir Arnheim (homonymie).
Clara Arnheim, également orthographié Klara (24 avril 1865 à Berlin ; 28 août 1942 dans le camp de concentration de Theresienstadt) est une peintre allemande. Persécutée en tant que juive pendant la période du national socialisme, elle est tuée en 1942.

## Biographie
Clara Arnheim est une étudiante en art de Franz Skarbina à Berlin et d'Edmond Aman-Jean à Paris. Malgré la résistance familiale et sociale à l'émancipation féminine, elle devient peintre professionnelle. Ses parents sont le médecin juif Adolf Arnheim et son épouse Friederike.
Elle est membre du Lyceum-Club Berlin (de), du conseil d'administration de l'Association des femmes d'art, de l'Association des artistes de Berlin et de la Deutscher Künstlerbund.
Lors de l'Exposition internationale du livre et des arts graphiques de 1914 (BUGRA) à l'occasion du 150e anniversaire de l'Académie royale des arts graphiques et du livre à Leipzig, elle expose deux œuvres, qui lui valent une médaille d'or.
Dans la station balnéaire de Hiddensee au début des années 1920, elle rejoint la Blaue Scheune (en) de Henni Lehmann avec Elisabeth Andrae, Käthe Löwenthal, Katharina Bamberg (de) et Elisabeth Büchsel pour former ensemble le Hiddensoer Künstlerinnenbund. Avec la prise de pouvoir des nationaux-socialistes et l'interdiction d’exercer pour les artistes dits « dégénérés » et les juifs, le groupe est dissous après 1933.
Clara Arnheim se fait baptiser dans la foi protestante, car étant juive, elle est radiée, victime de harcèlement systématique de la part des autorités et ne reçoit pas tous ses tickets de rationnement. Malgré ça, des amis à elle réussissent à lui en fournir illégalement. Le 9 juillet 1942, à l'âge de 77 ans, elle est arrêtée à Berlin et déportée vers Theresienstadt où elle est tuée quelques semaines plus tard.

## Galerie

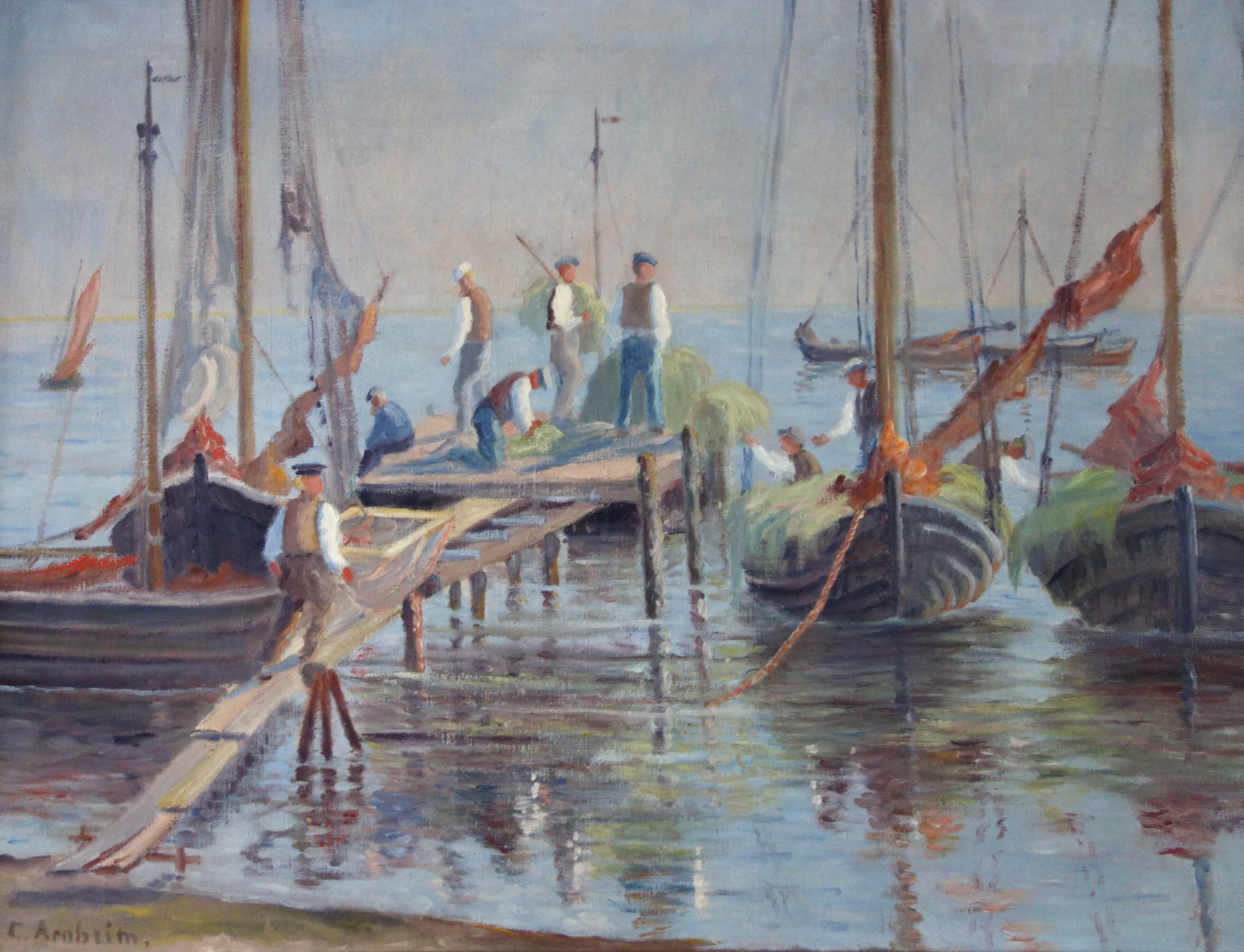
Alter Fischereihafen in Vitte (Hiddensee)
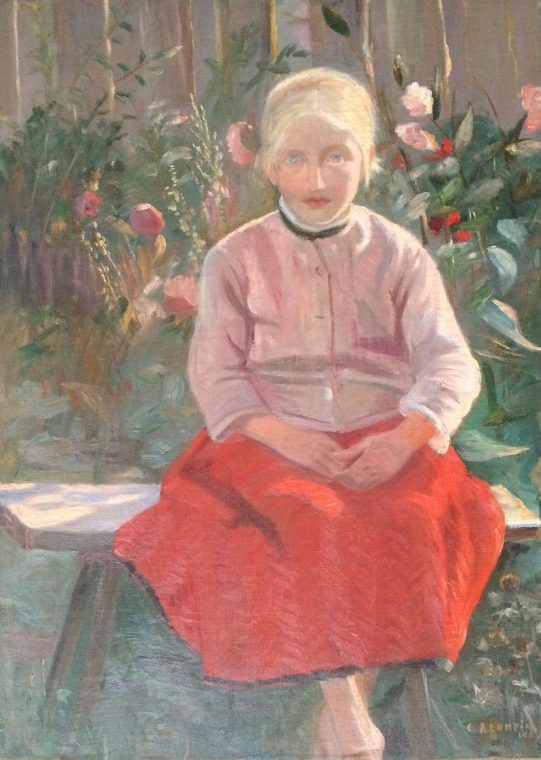
Fishergirl, 1906
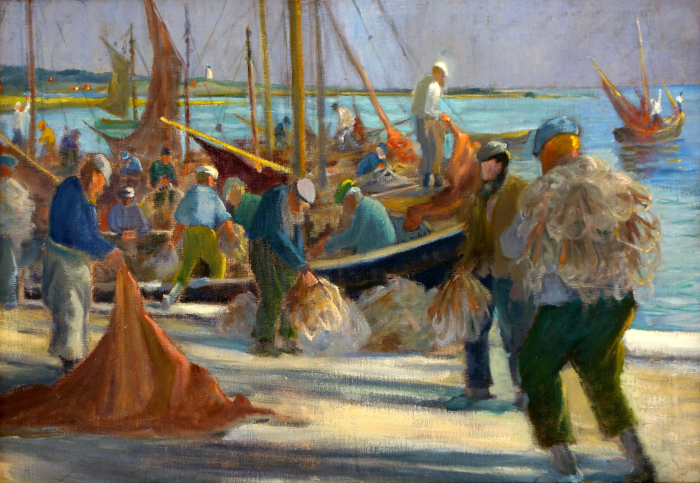
Fishermen, v. 1930
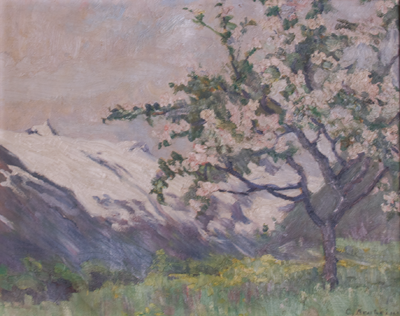
Weihnachten, 1941
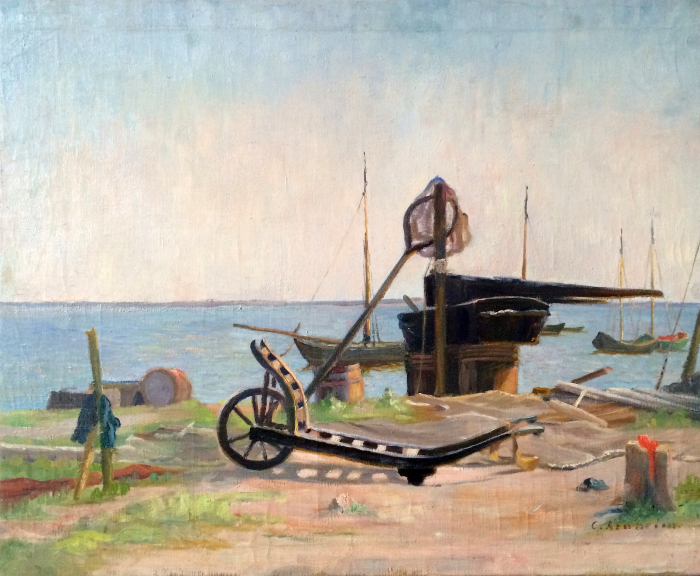
In the Old Fishing Village of Vitte, v. 1910
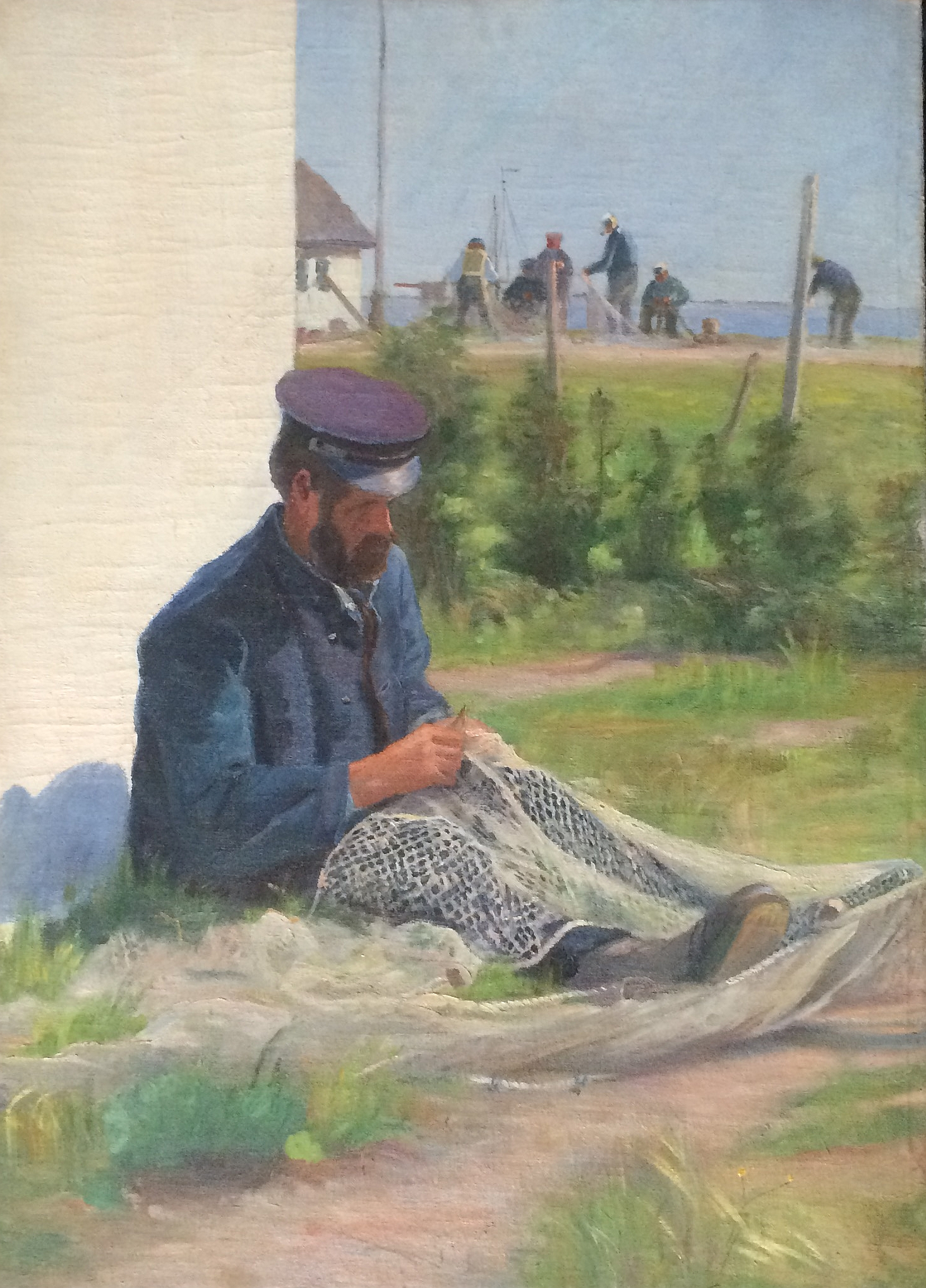
Fischer beim Netzflicken auf Hiddensee